# George Thurland Prior
George Thurland Prior (* 16. Dezember 1862 in Oxford; † 8. März 1936) war ein britischer Mineraloge, bekannt für die Weiterentwicklung der Klassifikation von Meteoriten von Gustav Rose.
Prior studierte Chemie und Physik an der Universität Oxford (Magdalen College) mit Abschlüssen 1885 und 1886. Ab 1887 war er am British Museum in der Abteilung Mineralogie (heute Natural History Museum) und war 1909 bis 1927 Keeper für Mineralogie. Anfangs befasste er sich mit chemischen Mineralanalysen, später mit Meteoriten.
1905 erhielt er einen D. Sc. in Oxford.
Er war Fellow der Royal Society (1912). 1927 erhielt er die Murchison-Medaille. Nach ihm sind in der Antarktis Prior Island und Mount Prior benannt.

## Schriften
- On the genetic relationship and classification of meteorites, Mineralogical Magazine, Band 18, 1916, S. 26–44.
- The classification of meteorites, Mineralogical Magazine, Band 19, 1920, S. 51–63.
- Catalogue of Meteorites, British Museum 1923